# Hans Kissel
Hans Kissel (* 19. Februar 1897 in Mannheim; † 30. November 1975 in Aglasterhausen) war ein deutscher Generalmajor; zuletzt Chef des Führungsstabes des Volkssturms und Autor.

## Leben
Kissel trat während des Ersten Weltkriegs am 23. September 1915 als Fahnenjunker in das 7. Badische Infanterie-Regiment Nr. 142 ein. Nach seiner Grundausbildung kam er am 19. Februar 1916 zum Regiment an die Westfront und wurde als Gruppen-, Zug- und Kompanieführer sowie als Brigadeadjutant eingesetzt und am 5. Januar 1917 zum Leutnant befördert. Kissel nahm u. a. an den Kämpfen an der Somme, Aisne und vor Verdun teil. Nach Kriegsende schied er am 30. April 1919 aus dem aktiven Militärdienst.
Am 1. Januar 1935 wurde Kissel als Hauptmann mit RDA vom 1. Januar 1933 in die Reichswehr aufgenommen und zunächst dem Ergänzungsbataillon 269 in Heilbronn zugeteilt. Zum 15. Juli 1936 folgte seine Versetzung als Kompaniechef in das Infanterieregiment 34 und am 1. April 1938 seine Beförderung zum Major. Mit dem Beginn des Zweiten Weltkriegs und dem Überfall auf Polen wurde Kissel zum Kommandeur des III. Bataillons im Infanterieregiment 109 ernannt. In gleicher Funktion war er ab 30. November 1940 im Infanterieregiment 228 tätig und zugleich auch mit der Führung des Infanterieregiments 229 beauftragt. In dieser Stellung am 1. Juni 1941 zum Oberstleutnant befördert, verunglückte er während der Kämpfe an der Ostfront schwer. Während seines Lazarettaufenthaltes erhielt Kissel am 18. Juni 1942 das Deutsche Kreuz in Gold. Außerdem wurde er am 1. Januar 1943 zum Oberst befördert.
Nach seiner Gesundung kehrte Kissel am 15. März 1943 als Führer einer Kampfgruppe an die Front zurück und war anschließend Kommandeur des Infanterieregiments 672. Vom 1. September 1943 bis 24. September 1944 kommandierte Kissel das Grenadierregiment 683 und wurde am 17. März 1944 mit dem Ritterkreuz des Eisernen Kreuzes ausgezeichnet. Anschließend hatte er bis zu einer schweren Verwundung das Kommando über das Grenadierregiment 178. Am 10. November 1944 wurde Kissel in die Führerreserve versetzt und als Chef des Führungsstabes des Volkssturms nach Berlin kommandiert. In dieser Stellung beförderte man ihn am 30. Januar 1945 zum Generalmajor. Am 8. Mai 1945 geriet Kissel in Kriegsgefangenschaft, aus der er am 26. Juni 1947 entlassen wurde.

## Publikationen
- Vom Dnjepr zum Dnjestr. Rückzugskämpfe des Grenadierregiments 683. Rombach, Freiburg im Breisgau 1970.
- Die Katastrophe in Rumänien 1944. Wehr und Wissen Verlags-Gesellschaft, Darmstadt 1964.
- Der Deutsche Volkssturm 1944/1945. Mittler, Frankfurt am Main 1962.
- Gefechte in Rußland 1941-1944. Mittler, Frankfurt am Main 1956.
- Die Wehrmacht im Kampf. Band 27: Die Panzerschlachten in der Puszta. Kurt Vowinckel Verlag, Neckargemünd 1960